# Java Native Interface
Java Native Interface (JNI, tiếng Việt: Giao diện Gốc Java) là một khung lập trình cho phép mã Java chạy trên một Máy ảo Java (JVM) có thể gọi và được gọi bởi những ứng dụng gốc (các chương trình cụ thể cho một nền tảng phần cứng và hệ điều hành) và những thư viện được viết bằng các ngôn ngữ khác như C, C++ và hợp ngữ.

## Trích dẫn
- Gordon, Rob (tháng 3 năm 1998). Essential Jni: Java Native Interface (ấn bản thứ 1). Prentice Hall. tr. 498. ISBN 0-13-679895-0.
- Liang, Sheng (ngày 20 tháng 6 năm 1999). Java(TM) Native Interface: Programmer's Guide and Specification (ấn bản thứ 1). Prentice Hall. tr. 320. ISBN 0-201-32577-2.